# Neomarxism
Neomarxismul este o ideologie care extinde sau retușează gândirile marxiste din secolul al XX-lea, de obicei prin încorporarea elementelor din alte tradiții intelectuale precum teoria critică, psihanaliza sau existențialismul (în cazul lui Jean-Paul Sartre).
La fel ca în cazul multor utilizări ale prefixului neo-, unii teoreticieni și grupuri desemnați ca neomarxiști au încercat să completeze deficiențele percepute ale marxismului ortodox⁠(en)[traduceți] sau materialism dialectic. Mulți neomarxiști proeminenți, precum Herbert Marcuse și alți membri ai Școlii de la Frankfurt au fost istoric sociologi și psihologi.
Neomarxismul se încadrează în cadrul mai larg al noii stângi⁠(en)[traduceți]. În sens sociologic, neomarxismul adaugă înțelegerea mai largă a lui Max Weber a inegalității sociale cum ar fi statutul și puterea, la filozofia marxistă. Exemple de neomarxism includ Marxismul analitic, Marxismul cultural francez, Teoria critică, Studii culturale, precum și unele forme de feminism. Teoria lui Erik Olin Wright⁠(d) a locațiilor contradictorii de clasă socială este un exemplu al sincretismului găsit în gândirea neomarxistă, întrucât încorporează sociologia weberiană, criminologia critică și anarhismul.
Neomarxiștii cred că sistemul economic creează o clasă de proprietari bogați și o clasă de muncitori săraci. De asemenea, ei cred că anumite instituții sociale, cum ar fi bisericile, închisorile și școlile, au fost create pentru a menține diviziunea dintre cei puternici și cei slabi.